# 622467 Ignés
622467 Ignés è un asteroide della fascia principale. Scoperto nel 2012, presenta un'orbita caratterizzata da un semiasse maggiore pari a 3,115840 UA e da un'eccentricità di 0,211530, inclinata di 7,046796° rispetto all'eclittica.